# Luisium
51°50′55.763″N 12°16′34.291″Ø / 51.84882306°N 12.27619194°Ø
Luisium er navnet på et slot og et parkanlæg øst for centrum af byen Dessau-Rosslau i den tyske delstat Sachsen-Anhalt. Anlægget er en del af Dessau-Wörlitz kulturlandskab som siden 2000 har været på UNESCOs liste over verdens kulturarv. 

## Slottet
Slottet er et lille landsted påbegyndt i 1774 i engelsk stil. Huset var en gave fra Leopold 3. af Anhalt-Dessau til hans hustru Luise von Brandenburg-Schwedt, deraf navnet Luisium. 
Arkitekten Friedrich Wilhelm von Erdmannsdorff opførte huset i klassicistisk stil. I første etage findes en festsal med relieffer, malerier og mørkegrønne stukmarmorsøjler.

## Parkanlægget
Parken er indrammet af tre dæmninger som beskyttelse mod oversvømmelser; floden Mulde løber lidt øst for parken. Indenfor området findes skulpturer og bygninger, heriblandt den nygotiske havepavillon Slangehuset.

## Stutteriet
Vest for slottet ligger stutteriet bygget i nygotisk stil, opført mellem 1779 og 1781. Anlægget som omfatter 16 hektar er lavet i tysk havestil, en stil som er afled af engelsk havestil, men  har indslag af husdyr.

## Historie
Fyrst Leopold 3. døde i Luisium 9. august 1817, ti dage efter en rideulykke. Efter den tyske genforening blev hagen renoveret og er blandt højdepunkterne i Dessau-Wörlitz kulturlandskab.